# Chris Solinsky
Chris Solinsky (né le 5 décembre 1984 à Stevens Point) est un athlète américain spécialiste des courses de demi-fond.

## Carrière
Étudiant à l'Université du Wisconsin-Madison, il remporte les titres NCAA en plein air du 5 000 mètres en 2006 et 2007. Deuxième des Championnats des États-Unis 2009, il est sélectionné pour les Championnats du monde de Berlin où il se classe douzième de la finale du 5 000 mètres avec le temps de 13 min 25 s 87.
Le 1er mai 2010, lors de la Payton Jordan Invitational de Palo Alto, Chris Solinsky établit le temps de 26 min 59 s 60 sur 10 000 mètres. Il améliore de près de quatorze secondes le record des États-Unis détenu par Meb Keflezighi depuis la saison 2001 (27 min 13 s 98), et de près de neuf secondes le record d'Amérique du Nord du Mexicain Arturo Barrios (27 min 08 s 23 en 1989). Il devient également le premier athlète non-africain à descendre sous la barrière des 27 minutes au 10 000 mètres. Le 4 juin 2010, lors du meeting des Bislett Games d'Oslo, Solinski établit sur 5 000 mètres un nouveau record personnel en 12 min 56 s 66. Il abaisse ce record à 12 min 55 s 53 le 6 août lors du meeting DN Galan de Stockholm, puis se classe troisième du meeting de Zurich, épreuve finale de la Ligue de diamant 2010, en 12 min 56 s 45.

## Records personnels
| Distance | Temps          | Date              |
| -------- | -------------- | ----------------- |
| 1 500 m  | 3 min 37 s 27  | 7 juillet 2007    |
| Mile     | 3 min 54 s 1   | 20 septembre 2008 |
| 3 000 m  | 7 min 36 s 90  | 15 juillet 2007   |
| 5 000 m  | 12 min 55 s 53 | 6 aout 2010       |
| 10 000 m | 26 min 59 s 60 | 1er mai 2010      |